# Гермріген
Гермріген (нім. Hermrigen) — громада  в Швейцарії в кантоні Берн, адміністративний округ Зееланд.

## Географія
Громада розташована на відстані близько 22 км на північний захід від Берна.
Гермріген має площу 3,4 км², з яких на 7,5% дозволяється будівництво (житлове та будівництво доріг), 50,4% використовуються в сільськогосподарських цілях, 41,7% зайнято лісами, 0,3% не є продуктивними (річки, льодовики або гори).

## Демографія
2019 року в громаді мешкало 313 осіб (+27,2% порівняно з 2010 роком), іноземців було 5,8%. Густота населення становила 92 осіб/км².
За віковим діапазоном населення розподілялося таким чином: 19,2% — особи молодші 20 років, 54,3% — особи у віці 20—64 років, 26,5% — особи у віці 65 років та старші. Було 133 помешкань (у середньому 2,4 особи в помешканні).
Із загальної кількості 70 працюючих 20 було зайнятих в первинному секторі, 19 — в обробній промисловості, 31 — в галузі послуг.